# Buttapietra
Buttapietra és un comune (municipi) de la província de Verona, a la regió italiana del Vèneto, situat a uns 110 quilòmetres a l'oest de Venècia i a uns 10 quilòmetres al sud-oest de Verona.
A 1 de gener de 2020 la seva població era de 7.035 habitants.
Buttapietra limita amb els següents municipis: Castel d'Azzano, Isola della Scala, Oppeano, San Giovanni Lupatoto, Verona i Vigasio.